# Edificiul pentru funcții social-culturale de pe str. Mihail Kogălniceanu, 90 (Chișinău)
Edificiul pentru funcții social-culturale de pe str. Mihail Kogălniceanu, 90 este o clădire amplasată pe str. Mihail Kogălniceanu, 90 în Chișinău, Republica Moldova. Este un monument arhitectural de importanță națională inclus în Registrul monumentelor Republicii Moldova ocrotite de stat cu nr. 277 (municipiul Chișinău). Datează de la sf. sec. XIX.